# Big 12 Conference
Die Big 12 Conference ist eine aus derzeit sechzehn Universitäten bestehende Liga für diverse Sportarten, die in der NCAA Division I spielen. Im College Football spielen die Teams in der NCAA Division I Football Bowl Subdivision (FBS, ehemals Division I-A).
Die Liga wurde 1994 gegründet, als die vormalige Big Eight Conference mit vier Schulen aus Texas fusionierte, die zuvor in der Southwest Conference spielten. Die Big 12 begannen 1996 mit dem Konferenzwettbewerb. Der Hauptsitz befindet sich in Irving im Bundesstaat Texas.
Zu den Sportarten, in denen die Big 12 Conference Wettbewerbe organisiert, zählen Basketball, Geländelauf, Golf, Tauchen, Tennis und Leichtathletik sowie Baseball, American Football und Ringen bei den Männern und Fußball, Softball, Kunstturnen, Rudern, Volleyball, Lacrosse sowie Beachvolleyball bei den Frauen.

## Mitglieder
| Universität                         | Ort                       | Teamname     | gegründet | Trägerschaft | Studenten | Beigetreten |
| ----------------------------------- | ------------------------- | ------------ | --------- | ------------ | --------- | ----------- |
| University of Arizona               | Tucson, Arizona           | Wildcats     | 1885      | staatlich    | 51.134    | 2024        |
| Arizona State University            | Tempe, Arizona 1          | Sun Devils   | 1885      | staatlich    | 57.588 2  | 2024        |
| Baylor University                   | Waco, Texas               | Bears        | 1845      | privat       | 13.886    | 1996        |
| Brigham Young University (BYU)      | Provo, Utah               | Cougars      | 1875      | privat       | 33.633    | 2023        |
| University of Cincinnati            | Cincinnati, Ohio          | Bearcats     | 1819      | staatlich    | 46.710    | 2023        |
| University of Colorado              | Boulder, Colorado         | Buffaloes    | 1876      | staatlich    | 36.170    | 2024 3      |
| University of Houston               | Houston, Texas            | Cougars      | 1927      | staatlich    | 47.090    | 2023        |
| Iowa State University               | Ames, Iowa                | Cyclones     | 1858      | staatlich    | 26.160    | 1996        |
| University of Kansas                | Lawrence, Kansas          | Jayhawks     | 1865      | staatlich    | 29.260    | 1996        |
| Kansas State University             | Manhattan, Kansas         | Wildcats     | 1863      | staatlich    | 23.332    | 1996        |
| Oklahoma State University           | Stillwater, Oklahoma      | Cowboys      | 1890      | staatlich    | 23.307    | 1996        |
| Texas Christian University (TCU)    | Fort Worth, Texas         | Horned Frogs | 1873      | privat       | 9.142     | 2012        |
| Texas Tech University               | Lubbock, Texas            | Red Raiders  | 1923      | staatlich    | 28.260    | 1996        |
| University of Central Florida (UCF) | Orlando, Florida 4        | Knights      | 1963      | staatlich    | 71.948    | 2023        |
| University of Utah                  | Salt Lake City, Utah      | Utes         | 1850      | staatlich    | 34.900    | 2024        |
| West Virginia University            | Morgantown, West Virginia | Mountaineers | 1867      | staatlich    | 29.306    | 2012        |

1 Arizona State verfügt über vier Campusse im Großraum Phoenix. Der Hauptcampus und die Universitätsverwaltung befinden sich in Tempe.

2 Studentenzahl am Tempe-Campus. Die Gesamtzahl der Studierenden, sowohl an physischen Campusstandorten als auch online, beträgt 142.616.

3 Colorado war 1996 Gründungsmitglied der Big 12, verließ die Universität jedoch 2011 zur Pac-12 Conference. Im August 2024 kehrte es in die Big 12 zurück.

4 Der Hauptcampus der UCF hat die Postanschrift Orlando, liegt aber im nicht eingemeindeten Orange County.

### Assoziierte Mitglieder
| Universität                                        | Ort                        | Teamname         | gegründet | Trägerschaft | Studenten | Sportart           | Mitglieder seit | Hauptliga                                              |
| -------------------------------------------------- | -------------------------- | ---------------- | --------- | ------------ | --------- | ------------------ | --------------- | ------------------------------------------------------ |
| United States Air Force Academy (Air Force)        | Colorado Springs, Colorado | Falcons          | 1954      | staatlich    | 4.000     | Ringen             | 2015            | Mountain West Conference                               |
| California Baptist University                      | Riverside, Kalifornien     | Lancers          | 1950      | privat       | 11.317    | Ringen             | 2022            | Western Athletic Conference                            |
| University of Denver                               | Denver, Colorado           | Pioneers         | 1864      | privat       | 11.809    | Turnen (Frauen)    | 2015            | The Summit League                                      |
| University of Florida                              | Gainesville, Florida       | Gators           | 1853      | staatlich    | 51.474    | Lacrosse (Frauen)  | 2024            | Southeastern Conference                                |
| California State University, Fresno (Fresno State) | Fresno, Kalifornien        | Bulldogs         | 1911      | staatlich    | 24.405    | Reitsport (Frauen) | 2019            | Mountain West Conference (Pac-12 Conference ab 2026)   |
| University of Missouri                             | Columbia, Missouri         | Tigers           | 1839      | staatlich    | 31.089    | Ringen             | 2021            | Southeastern Conference                                |
| North Dakota State University                      | Fargo, North Dakota        | Bison            | 1890      | staatlich    | 14.747    | Ringen             | 2015            | The Summit League                                      |
| University of Northern Colorado                    | Greeley, Colorado          | Bears            | 1889      | staatlich    | 12.064    | Ringen             | 2015            | Big Sky Conference                                     |
| University of Northern Iowa                        | Cedar Falls, Iowa          | Panthers         | 1876      | staatlich    | 13.080    | Ringen             | 2017            | Missouri Valley Conference                             |
| University of Oklahoma                             | Norman, Oklahoma           | Sooners          | 1890      | staatlich    | 32.678    | Ringen             | 2024 1          | Southeastern Conference                                |
| Old Dominion University                            | Norfolk, Virginia          | Monarchs         | 1930      | staatlich    | 24.375    | Rudern (Frauen)    | 2024 2          | Sun Belt Conference                                    |
| San Diego State University                         | San Diego, Kalifornien     | Aztecs           | 1897      | staatlich    | 35.723    | Lacrosse (Frauen)  | 2024            | Mountain West Conference (Pac-12 Conference ab 2026)   |
| South Dakota State University                      | Brookings, South Dakota    | Jackrabbits      | 1881      | staatlich    | 12.554    | Ringen             | 2015            | The Summit League                                      |
| University of Tulsa                                | Tulsa, Oklahoma            | Golden Hurricane | 1894      | privat       | 3.769     | Rudern (Frauen)    | 2024            | American Athletic Conference                           |
| University of California, Davis (UC Davis)         | Davis, Kalifornien         | Aggies           | 1850      | staatlich    | 41.500    | Lacrosse (Frauen)  | 2024            | Big West Conference (Mountain West Conference ab 2026) |
| Utah Valley University                             | Orem, Utah                 | Wolverines       | 1941      | staatlich    | 31.556    | Ringen             | 2015            | Western Athletic Conference                            |
| University of Wyoming                              | Laramie, Wyoming           | Cowboys          | 1886      | staatlich    | 13.992    | Ringen             | 2015            | Mountain West Conference                               |

1 Oklahoma war von 1996 bis 2024 vollwertiges Mitglied der Big 12. Es blieb ein reines Ringen-Mitglied, nachdem es ansonsten der Southeastern Conference beigetreten war.

2 Old Dominion war von 2015 bis 2018 (Saison 2016 bis 2018) Mitglied der Big 12 im Frauen-Rudern.

### Ehemalige Mitglieder
| Universität            | Ort                    | Teamname    | gegründet | Trägerschaft | Studenten | Beigetreten | Verlassen | Neue Liga               |
| ---------------------- | ---------------------- | ----------- | --------- | ------------ | --------- | ----------- | --------- | ----------------------- |
| University of Missouri | Columbia, Missouri     | Tigers      | 1839      | staatlich    | 34.255    | 1996        | 2012      | Southeastern Conference |
| University of Nebraska | Lincoln, Nebraska      | Cornhuskers | 1869      | staatlich    | 22.973    | 1996        | 2011      | Big Ten Conference      |
| University of Oklahoma | Norman, Oklahoma       | Sooners     | 1890      | staatlich    | 29.721    | 1996        | 2024      | Southeastern Conference |
| University of Texas    | Austin, Texas          | Longhorns   | 1883      | staatlich    | 49.696    | 1996        | 2024      | Southeastern Conference |
| Texas A&M University   | College Station, Texas | Aggies      | 1876      | staatlich    | 52.585    | 1996        | 2012      | Southeastern Conference |

### Ehemalige Assoziierte Mitglieder
| Universität                                        | Ort                  | Teamname     | gegründet | Trägerschaft | Studenten | Sportart        | Beigetreten | Verlassen | Neue Liga (in ehemaligen Big 12 Sport)  |
| -------------------------------------------------- | -------------------- | ------------ | --------- | ------------ | --------- | --------------- | ----------- | --------- | --------------------------------------- |
| University of Alabama                              | Tuscaloosa, Alabama  | Crimson Tide | 1831      | staatlich    | 38.155    | Rudern (Frauen) | 2014        | 2024      | Southeastern Conference                 |
| California State University, Fresno (Fresno State) | Fresno, Kalifornien  | Bulldogs     | 1911      | staatlich    | 24.405    | Ringen          | 2017        | 2021      | Keine – Ringen-Team wird 2021 aufgelöst |
| University of Tennessee                            | Knoxville, Tennessee | Volunteers   | 1794      | staatlich    | 27.523    | Rudern (Frauen) | 2014        | 2024      | Southeastern Conference                 |

- Fresno State ist nach wie vor ein Big 12-Partner im Reitsport.

## Spielstätten der Conference
| Universität    | Footballstadion                     | Kapazität | Basketballstadion         | Kapazität |
| -------------- | ----------------------------------- | --------- | ------------------------- | --------- |
| Arizona        | Arizona Stadium                     | 50.800    | McKale Center             | 14.655    |
| Arizona State  | Mountain America Stadium            | 53.599    | Desert Financial Arena    | 14.198    |
| Baylor         | McLane Stadium                      | 45.000    | Foster Pavilion           | 7.000     |
| BYU            | LaVell Edwards Stadium              | 63.470    | Marriott Center           | 17.978    |
| Cincinnati     | Nippert Stadium                     | 38.088    | Fifth Third Arena         | 12.012    |
| Colorado       | Folsom Field                        | 50.183    | CU Events Center          | 11.064    |
| Houston        | TDECU Stadium                       | 40.000    | Fertitta Center           | 7.100     |
| Iowa State     | Jack Trice Stadium                  | 55.000    | Hilton Coliseum           | 14.092    |
| Kansas         | Memorial Stadium1                   | 50.071    | Allen Fieldhouse          | 16.300    |
| Kansas State   | Bill Snyder Family Football Stadium | 51.000    | Bramlage Coliseum         | 12.528    |
| Oklahoma State | Boone Pickens Stadium               | 60.218    | Gallagher-Iba Arena       | 13.611    |
| TCU            | Amon G. Carter Stadium              | 44.358    | Schollmaier Arena         | 6.700     |
| Texas Tech     | Jones AT&T Stadium                  | 60.454    | United Supermarkets Arena | 15.091    |
| UCF            | Acrisure Bounce House               | 44.206    | Addition Financial Arena  | 10.000    |
| Utah           | Rice-Eccles Stadium                 | 51.444    | Jon M. Huntsman Center    | 15.000    |
| West Virginia  | Mountaineer Field                   | 60.000    | WVU Coliseum              | 14.000    |

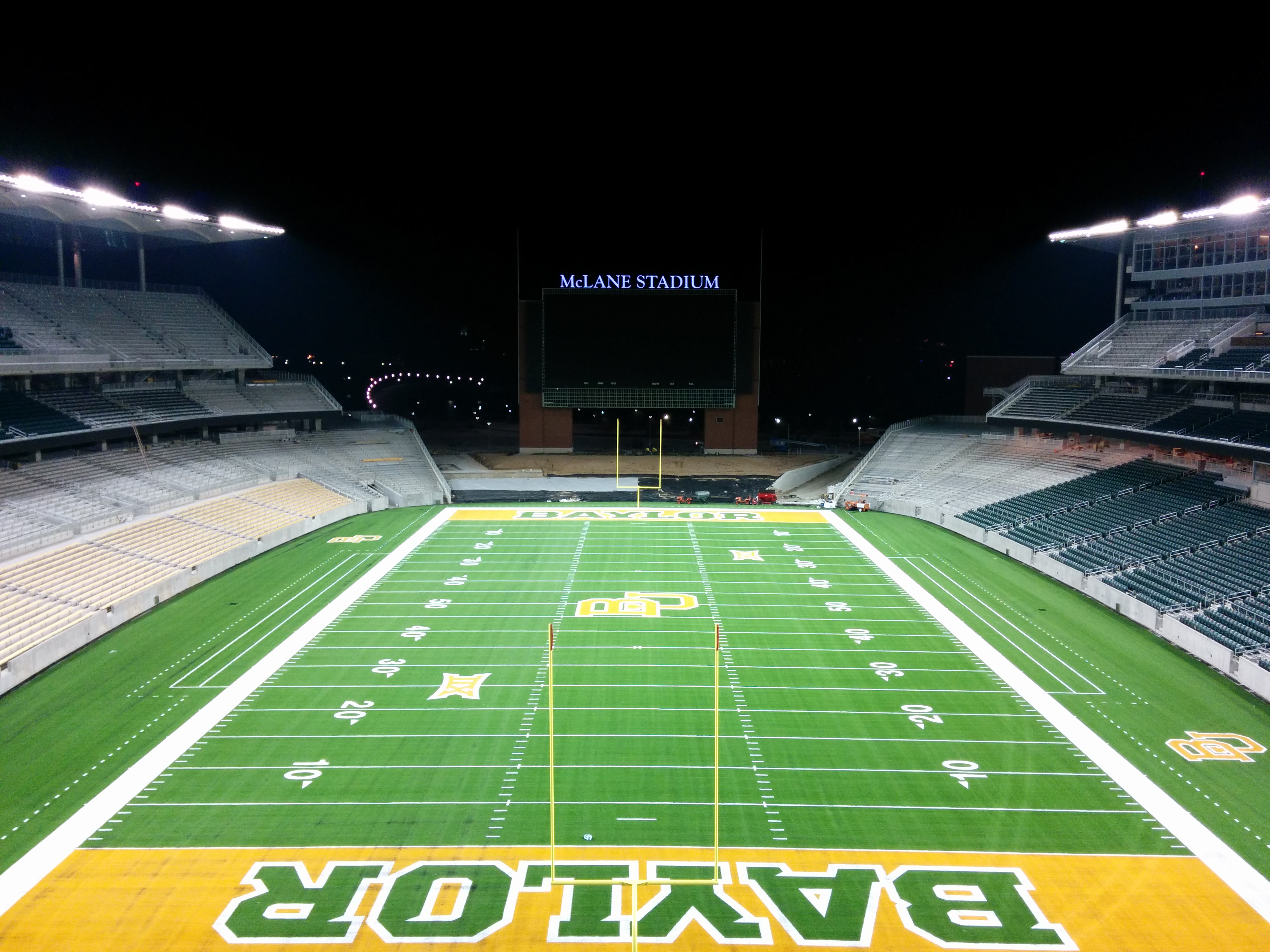
McLane Stadium in Waco

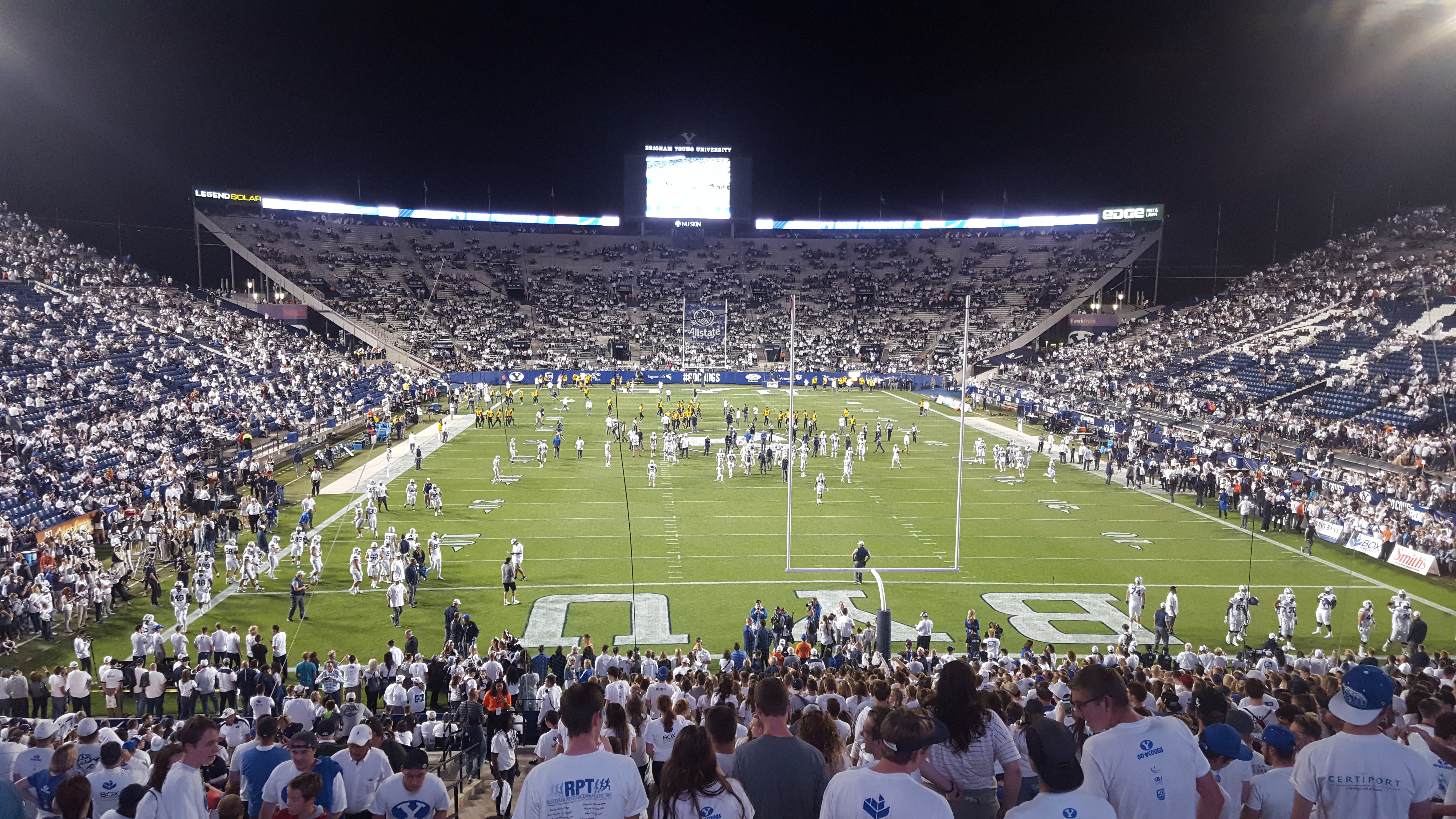
LaVell Edwards Stadium in Provo

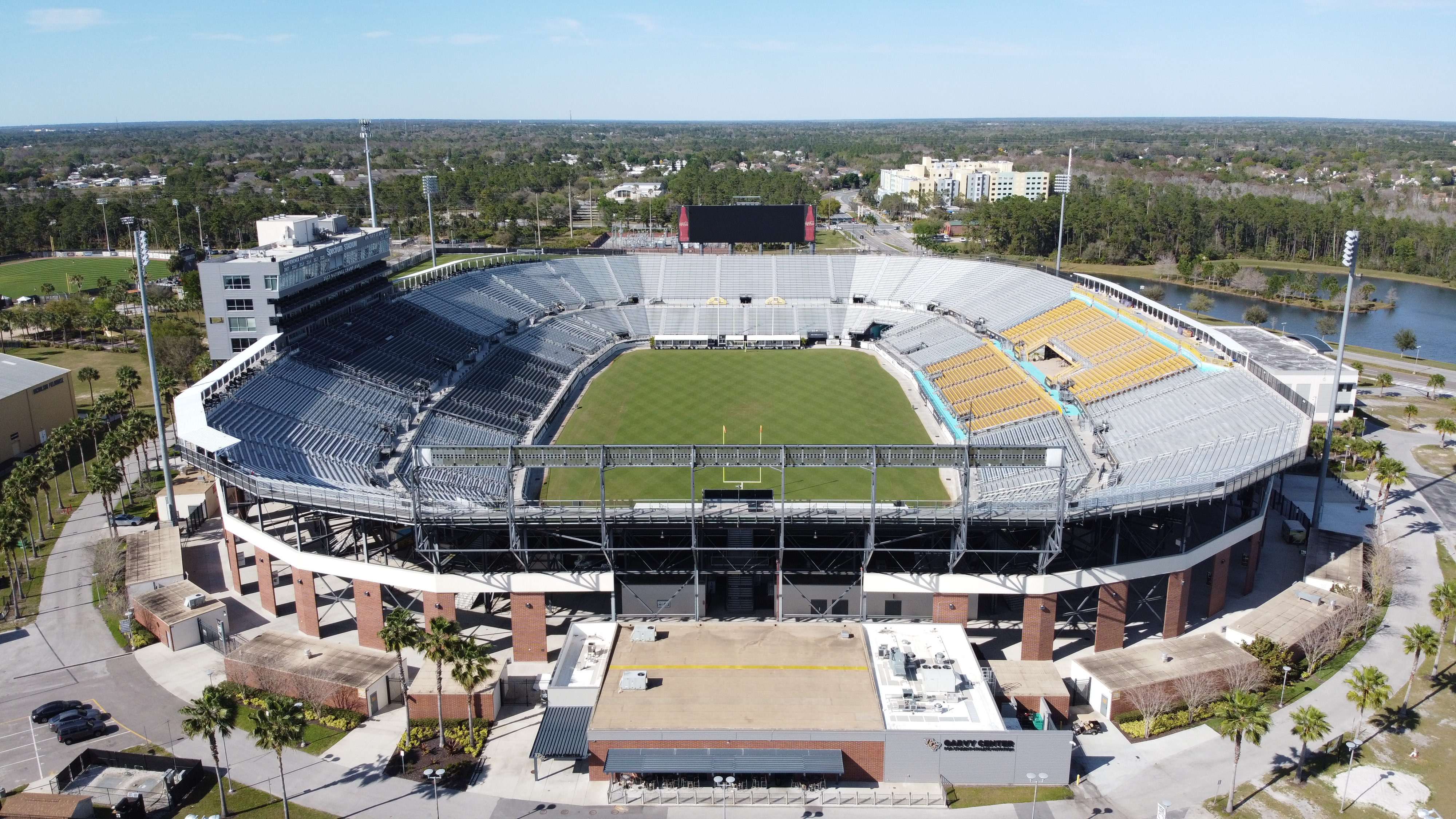
Acrisure Bounce House in Orlando

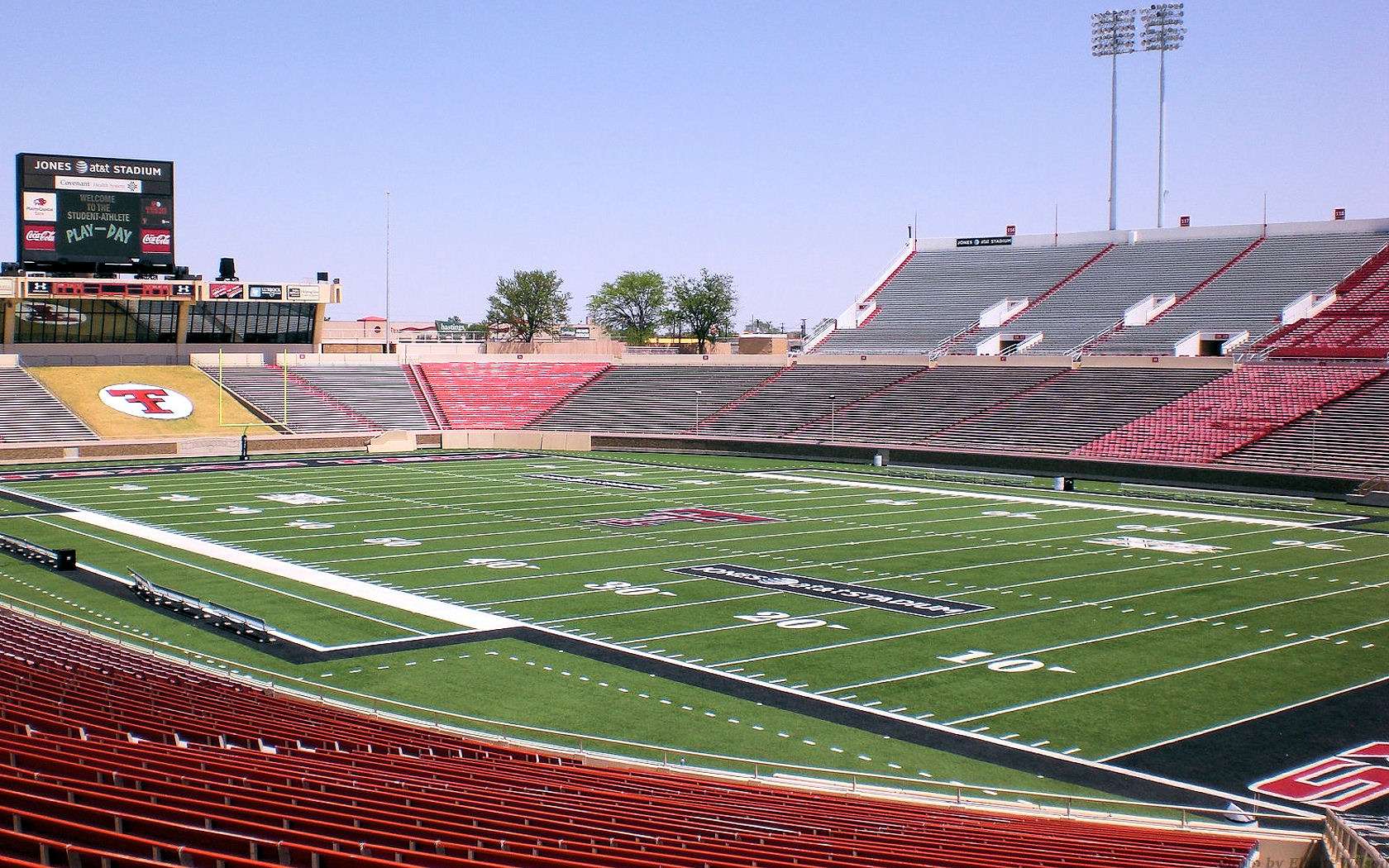
Jones AT&T Stadium in Lubbock

1 Das Memorial Stadium ist wegen Renovierungsarbeiten in der Saison 2024 geschlossen. Während dieser Saison wird Kansas Nicht-Konferenzspiele im Children’s Mercy Park (18.467 Plätze) in Kansas City, Kansas, und Konferenzspiele im Arrowhead Stadium (76.416 Plätze) in Kansas City, Missouri austragen.